# راشحة
الراشحة (الاسم العلمي: Percolomonas) هي جنس من اللجفاوات تتبع رتبة الراشحيات.

## أنواع الراشحة
- راشحة عالمية
- راشحة شرافية
- راشحة دنهامية
- راشحة مشقوقة
- راشحة فيلية
- راشحة حاملة الأغشية
- راشحة كمثرية
- راشحة شوكية
- راشحة مثلمة